# Heinrich Wilhelm Brandes
Heinrich Wilhelm Brandes (ur. 27 lipca 1777 w Groden koło Cuxhaven, zm. 17 maja 1834 w Lipsku) – niemiecki meteorolog i fizyk. Jako pierwszy opracował on całoroczną serię map pogody. Badał zjawiska optyczne zachodzące w atmosferze ziemskiej. W latach 1796–1798 studiował w Getyndze. Doktoryzował się w 1800 w Getyndze. W 1811 został profesorem zwyczajnym matematyki na Uniwersytecie we Wrocławiu, a od 1826 był profesorem zwyczajnym fizyki na Uniwersytecie w Lipsku. 